# استیو پیرس

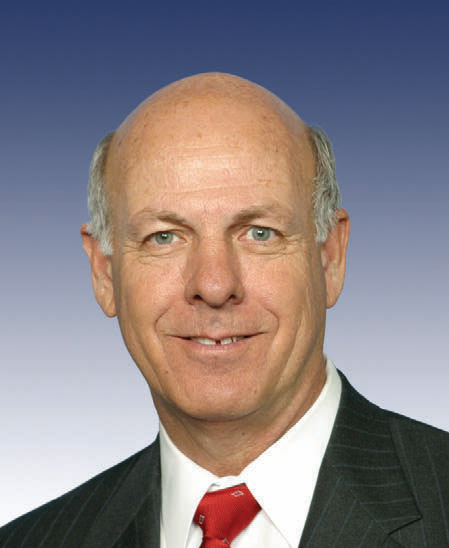
نگارهٔ استیو پیرس، سیاست‌مدار آمریکایی - ۲۰۰۵

استیو پیرس (به انگلیسی: Steve Pearce) نمایندهٔ حوزه انتخابیه دوم نیومکزیکو از حزب جمهوری‌خواه ایالات متحده آمریکا در مجلس نمایندگان ایالات متحده آمریکا است که برای نخستین‌بار در ۳ ژانویه ۲۰۱۱ میلادی به‌عضویت این مجلس درآمد.